# Ted Tally
Ted Tally, nombre artístico de William Theodore Tally (Carolina del Norte, 9 de abril de 1952) es un dramaturgo y guionista estadounidense, ganador de un Premio Óscar.

## Biografía
Tally fue educado en la Universidad Yale y en la Escuela Yale de Teatro, y también ha impartido clases. Su trabajo más notable como guionista de cine fue el de The Silence of the Lambs, con el que ganó el Óscar al mejor guion adaptado, el Premio Saturn, así como el premio WGA, el premio de la Asociación de Críticos de Cine de Chicago y un Premio Edgar de la Asociación de Escritores de Misterio de Estados Unidos. Otros guiones acreditados son White Palace, Antes y después, Outbreak y All the Pretty Horses.
Además en Terra Nova, con el que ganó un premio Obie, y Coming Attractions, que ganó el Premio Outer Critics Circle Award, las obras de Tally incluyen Hooters, Little Footsteps y Silver Linings. Sus guiones de televisión incluyen The Comedy Zone, Hooters, Terra Nova para la BBC (TV) y The Father Clements Story con el que ganó el Christopher Award.
Después de rechazar escribir el guion de Hannibal, Tally volvió a afrontar el personaje de Hannibal Lecter para Red Dragon. Cuando le preguntaron en la revista Inside Film Online por qué decidió no escribir el guion cinematográfico para Hannibal, dijo: Por muchas razones. No me gustaba el libro. El director Jonathan Demme, y yo lo leímos y nos horrorizó. No veíamos como podían hacer una película de esto, y como podíamos estar orgullosos del resultado sin hacer una historia totalmente diferente. Estaba preocupado porque tenemos una amistad con Tom Harris y sentíamos que le debíamos mucho. Pero estaba a la defensiva y no quería cambiar nada.
Tally también está acreditado como productor asociado en Misión a Marte (2000), así como asesor creativo en Madagascar (2005) y asesor de historia en Shrek 2 (2004).
Tally vive con su mujer y sus dos hijos en Pensilvania, a las afueras de Philadelphia, en el Condado de Bucks. El nombre de su hijo es Austin Wilkes (n. 1988) y de su hija Amanda Devin (n. 1992).

## Premios y distinciones
Premios Óscar
| Año  | Categoría            | Película                 | Resultado |
| ---- | -------------------- | ------------------------ | --------- |
| 1992 | Mejor guion adaptado | The Silence of the Lambs | Ganador   |